# Christopher Gray
Christopher Stewart Gray (24 de abril de 1950-10 de marzo de 2017) fue un periodista e historiador de la arquitectura estadounidense, conocido por su columna semanal "Streetscapes" en The New York Times, sobre la historia de la arquitectura de Nueva York, sus inmuebles y otras estructuras urbanas.

## Carrera profesional
Gray fue redactor de la columna "Streetscapes" del New York Times desde 1986 hasta diciembre de 2014. Su trabajo se centra en la arquitectura, la historia y las políticas de conservación de Nueva York. 
También escribió extensamente sobre arquitectura para las revistas Avenue y House & Garden, y fue el fundador de Office for Metropolitan History, una organización que proporciona investigación sobre la historia de los edificios de Nueva York. Escribió una columna, "Todos los mejores lugares", de 1982 a 1985 sobre las calles estadounidenses para House & Garden .

## Premios y reconocimientos
Gray recibió premios por su investigación y escritura de los siguientes:
- American Institute of Architects
- Classical America
- New York Genealogical and Biographical Society
- New York Landmarks Conservancy
- New York Society Library
- Preservation League of New York State

## Obras
- Nueva York, Empire City (con David Stravitz; Harry N. Abrams, 2004)ISBN 0-8109-5011-1
- Paisajes urbanos de Nueva York (Harry N. Abrams, 2003 - Investigación de Suzanne Braley)ISBN 0-8109-4441-3
- El edificio Chrysler: creando un ícono de Nueva York día a día (con David Stravitz; Princeton Architectural Press, 2002 - Investigación de Suzanne Braley)ISBN 1-56898-354-9
- Sutton Place, comunidad poco común junto al río (comunidad del área de Sutton, 1997)ISBN 0-9652934-0-8
- Quinta Avenida, de principio a fin, 1911, en fotografías históricas bloque por bloque (Dover, 1994 - Investigación de Suzanne Braley)ISBN 0-486-28146-9
- Changing New York (Publicaciones de Dover, 1992 - Investigación de Raymond Fike)ISBN 0-486-26936-1
- Planos (con John Boswell; Simon & Schuster, 1981)ISBN 0-671-41973-0